# 하나 라슬로
하나 라슬로(히브리어: חנה לסלאו, 영어: Hana Laszlo, 1953년 6월 14일 ~ )는 이스라엘의 배우, 코메디언이다. 홀로코스트에서 생존한 폴란드계 유대인 집안 출신이다.

## 출연 작품
- 프래절 (2013)
- 온 더 로드 투 텔 아비브 (2008)
- 애덤 레져렉티드 (2008)
- 7일장 (2008)
- 프리 존 (2005)
- 에이릴라 (2003)
- 쿠니 렘 인 카이로 (1983)